# Lillselet (Älvsby socken, Norrbotten)
Lillselet är en sjö i Älvsbyns kommun i Norrbotten och ingår i Piteälvens huvudavrinningsområde. Sjön har en area på 0,236 kvadratkilometer och ligger 45,8 meter över havet. Lillselet ligger i Piteälven Natura 2000-område. Sjön avvattnas av vattendraget Piteälven.

## Delavrinningsområde
Lillselet ingår i det delavrinningsområde (731124-171519) som SMHI kallar för Ovan VDRID = Övre Pansikån i Piteälvens vattendra*. Medelhöjden är 133 meter över havet och ytan är 16,29 kvadratkilometer. Räknas de 647 avrinningsområdena uppströms in blir den ackumulerade arean 8 959,02 kvadratkilometer. Avrinningsområdets utflöde Piteälven mynnar i havet. Avrinningsområdet består mestadels av skog (63 procent). Avrinningsområdet har 0,95 kvadratkilometer vattenytor vilket ger det en sjöprocent på 5,8 procent. Bebyggelsen i området täcker en yta av 0,81 kvadratkilometer eller 5 procent av avrinningsområdet.